# Рунівщинська волость (Полтавський повіт)
Рунівщинська волость (Щербаківська волость) — історична адміністративно-територіальна одиниця Полтавського повіту Полтавської губернії з центром у селі Рунівщина.
Станом на 1885 рік складалася з 31 поселення, 14 сільських громад. Населення — 5808 осіб (2777 чоловічої статі та 3031 — жіночої), 1051 дворове господарство.
|                     | Площа, десятин | У тому числі орної, дес. |
| ------------------- | -------------- | ------------------------ |
| Сільських громад    | 5207           | 4001                     |
| Приватної власності | 10067          | 6829                     |
| Казенної власності  | 454            | —                        |
| Іншої власності     | 33             | 33                       |
| Загалом             | 15761          | 10863                    |

Основні поселення волості:
- Щербаківські — колишні державні хутори на Крюківській дачі за 15 верст від повітового міста, 131 особа, 39 дворових господарств.
- Ковалівка — колишнє власницьке село при річці Коломак, 952 особи, 193 дворових господарства, православна церква, школа, постоялий будинок, 2 лавки.
- Крутий Берег — колишнє власницьке село при річці Ворскла, 365 осіб, 73 дворових господарства, православна церква.
- Рунівщина — колишнє власницьке село при річці Свинківка, 500 осіб, 108 дворових господарств, православна церква, постоялий будинок, 5 лавок, щорічний ярмарок.
- Свинківські — колишні державні хутори при річці Свинківка, 1096 осіб, 134 дворових господарства.

Наприкінці XIX сторіччя волосне правління перенесено до села Рунівщина, волость отримала назву Рунівщинська.
Деякі поселення волості станом на 1900 рік:
- село Рунівщина;
- хутір Андрійці;

Старшинами волості були:
- 1900—1906 роках козак Микита Павлович Андріець[2],[3],[4],[5];
- 1907 року Степан Якимович Слуцький[6];
- 1913—1915 роках Сергій Михайлович Чухліб[7],[8].
- 1916 року Андрій Іванович Черняк[9].